# Мезія (рід)
Ме́зія (Leiothrix) — рід горобцеподібних птахів родини Leiothrichidae. Представники цього роду мешкають в Гімалаях і Південно-Східній Азії.

## Види
Виділяють два види:
- Мезія жовтогорла (Leiothrix lutea)
- Мезія сріблястощока (Leiothrix argentauris)

## Етимологія
Наукова назва роду Leiothrix походить від сполучення слів дав.-гр. λειος — гладкий, блискучий і θριξ — волос.